# Pseudagrion kaffinum
Pseudagrion kaffinum är en trollsländeart som beskrevs av Giovanni Consiglio 1978. Pseudagrion kaffinum ingår i släktet Pseudagrion och familjen dammflicksländor. IUCN kategoriserar arten globalt som sårbar. Inga underarter finns listade i Catalogue of Life.